# New Left Review
New Left Review è una rivista politica del Regno Unito fondata nel 1960.

## Storia
New Left Review è il risultato della fusione di due precedenti esperienze editoriali: The Reasoner, poi The New Reasoner fondata nel 1956 da militanti comunisti usciti dal Partito Comunista del Regno Unito in polemica con l'atteggiamento di quel partito nei confronti dei fatti d'Ungheria e Universities and Left Review, creata nel 1957 da studenti ed ex-studenti di Oxford, che aspiravano ad un socialismo democratico e rifiutavano l'atteggiamento imperialista dimostrato dal Partito laburista nel corso della crisi di Suez del 1956.
La rivista si proponeva di controbattere, da una prospettiva marxista, la dominante ortodossia revisionista dei laburisti. Già dal nome appare chiaro che i promotori intendevano costituire la rivista teorica del movimento New Left. I membri della rivista si adoperarono anche per la costituzione di New Left Clubs, che lavorassero alla ricostruzione di una forza autenticamente socialista, espressione della classe operaia del Regno Unito. Il nome, peraltro, era già stato usato dal sociologo statunitense di area radical Charles Wright Mills. Egli scrisse nel 1960 una Open Letter to New Left (Lettera aperta alla Nuova Sinistra), che ebbe un grandissimo impatto tra i giovani intellettuali progressisti.
In essa Wright Mills definiva "vecchia sinistra" sia i comunisti che i riformisti così come i liberalradicali, che avrebbero tutti tradito gli ideali di libertà e giustizia. Il primo direttore della rivista (bimestrale) fu Stuart Hall, studioso della cultura di massa e grande cultore del pensiero di Antonio Gramsci, che introdusse nella cultura del Regno Unito. Ben presto, nel 1962, fu sostituito da Perry Anderson, già editore della rivista New University che accentua il carattere scientifico della rivista e il suo rapporto con il cosiddetto marxismo occidentale. Ad Anderson succedette, nel 1982, Robin Blackburn, che guidò la rivista fino al 2000, quando la direzione fu per breve tempo (2000-2003) ripresa dallo stesso Anderson, sostituito poi da Susan Watkins.
La rivista è stata ed è tuttora la più prestigiosa testata della sinistra intellettuale nel Regno Unito e per gran parte del mondo anglofono. Essa si è avvalsa di collaborazioni e interlocutori di grandissimo peso anche internazionale, come Louis Althusser e Lucio Colletti, contribuendo in maniera sostanziale al rinnovamento del marxismo. Attualmente la maggior parte degli articoli provengono dagli Stati Uniti d'America, dal Giappone, dalla Turchia, dall'Indonesia, da Cuba, dall'Iraq, dal Messico e dalla Palestina, oltre che dai principali paesi europei. L'ambito di analisi più recente riguarda la globalizzazione, i movimenti post-Seattle, no-global, e nel complesso quelli che si oppongono al neoliberismo. Notevole anche l'interesse per le forme della cultura, soprattutto il cinema, la letteratura, sempre prediligendo le posizioni di avanguardia.